# Transporte de nutrientes y agua en las plantas
Parte del suelo se encuentra constituido por raíces de las plantas y restos de organismos vegetales en descomposición. Sobre el suelo se desarrolla el manto vegetal, que a su vez protege al suelo de la erosión.

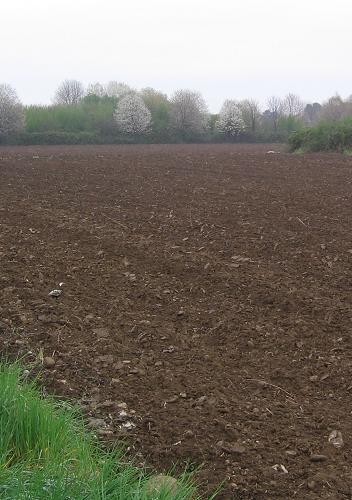
Suelo.

Para su nutrición, las plantas verdes toman, a través de sus raíces, los minerales disueltos en el agua del suelo, y a través de sus hojas obtienen dióxido de carbono (CO2) de la atmósfera. Estos componentes son transformados en alimentos para la planta, gracias al proceso de fotosíntesis, en el que interviene la clorofila presente en las hojas.

## La raíz

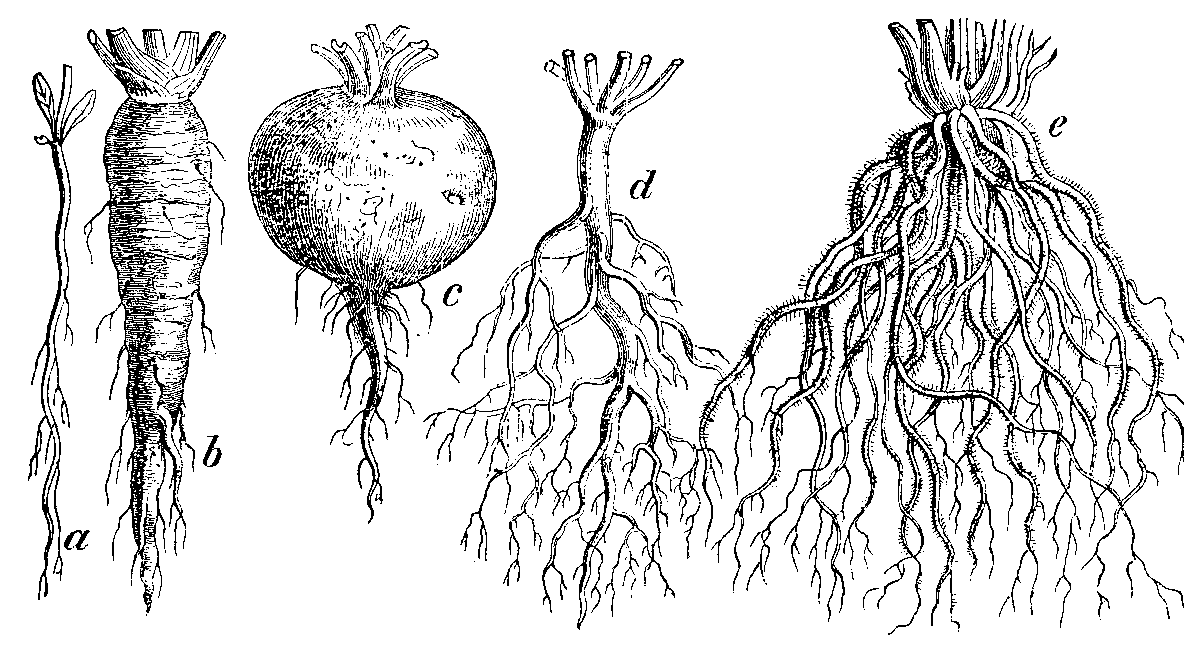
Diferentes tipos de raíces.

La raíz es un órgano fundamental de la planta. Las principales funciones de la raíz son:
- Fijar la planta al suelo, y sostener el suelo que rodea a la planta.
- Absorber, almacenar y transportar las sales disueltas en el agua.
- Transportar la savia bruta hacia el tallo por medio del xilema.
- Almacenar sustancias nutritivas elaboradas por la propia planta.

### Morfología externa de la raíz
En general, las plantas presentan dos tipos de raíces. Algunas plantas tienen una raíz principal de la que nacen varias raíces secundarias. En otras plantas, la raíz se ramifica profusamente y no se distingue la maza principal.
En una raíz típica se distinguen con facilidad estas tres partes:
- El cuello, zona divisora entre el tallo y la raíz.
- El cuerpo, que es la parte introducida en el suelo, de la cual nacen las raíces secundarias.
- Las ramificaciones, constituidas por abundantes pelos absorbentes.

Al detallar una raíz podemos distinguir en ella cuatro zonas:
- La cofia o caliptra: tiene forma de dedal y está situada en el extremo terminal de la raíz. Sus funciones son: proteger al tejido en crecimiento y abrir paso a la raíz a través del suelo, para así facilitar su desarrollo.
- Zona de crecimiento: se extiende desde la cofia hasta los pelos absorbentes y se encuentra constituida por células que se dividen activamente, permitiendo el crecimiento longitudinal de la raíz.
- Zona pilífera: está constituida por numerosos pelos absorbentes; que se adhieren íntimamente a las partículas del suelo, para así facilitar la absorción.
- Zona suberífica: también denominada zona impermeable, está recubierta de súber o corcho constituido por células que impiden que el agua penetre. Este mecanismo evita que entre demasiada agua al sistema.

### Estructura interna de la raíz
Al realizar un corte transversal de la raíz, a nivel de la zona pilífera se pueden apreciar las siguientes regiones:
- Capa pilífera: constituida por los pelos absorbentes.
- Corteza: constituida por células redondeadas que protegen al cilindro central.
- Cilindro central: formado por dos conductos que constituyen el tejido vascular, denominados xilema y floema.
  - El xilema : lleva el agua con las sales minerales u oligoelementos, savia no elaborada, desde la raíz a través del tallo hasta las hojas.
  - El floema : transporta la savia elaborada que está constituida por los alimentos que han sido elaborados en la hoja para así suministrar a cada célula de la planta materia y energía.

Tanto el cilindro central como sus conductos xilema y floema se encuentran también en el tallo de la planta.

### Funciones de la raíz
- Fijación; es realizada por las raíces secundarias, que, al ramificarse, penetran y se adhieren fuertemente al suelo, dándole firmeza a la planta.
- Almacenamiento: algunas raíces que almacenan sustancias nutritivas, como almidón y azúcares, aumentan de volumen. Ejemplos de estas raíces son las llamadas tuberosas, como la zanahoria, el rábano, la remolacha, el apio.
- Absorción: la raíz realiza esta función por medio de los pelos absorbentes, que son prolongaciones de las células epidérmicas de la raíz, constituidas por poros. Las sustancias que se encuentran en el suelo, disueltas en agua, penetran por esos poros al interior de la raíz. En el interior se encuentran partículas de glucosa (almidón y azúcar) que no pueden salir del interior de las células, por ser de mayor tamaño que los poros.

La absorción de las sales minerales que se encuentran disueltas en el agua, es posible gracias a un fenómeno físico denominado ósmosis y a la semipermeabilidad de los pelos absorbentes.

## El tallo
El tallo es el órgano de la planta provisto de yemas y hojas, que presenta fototropismo positivo y se extiende desde la raíz. El tallo se encuentra constituido por los vasos conductores (xilema y floema) y sus funciones principales son de sostén y de transporte.

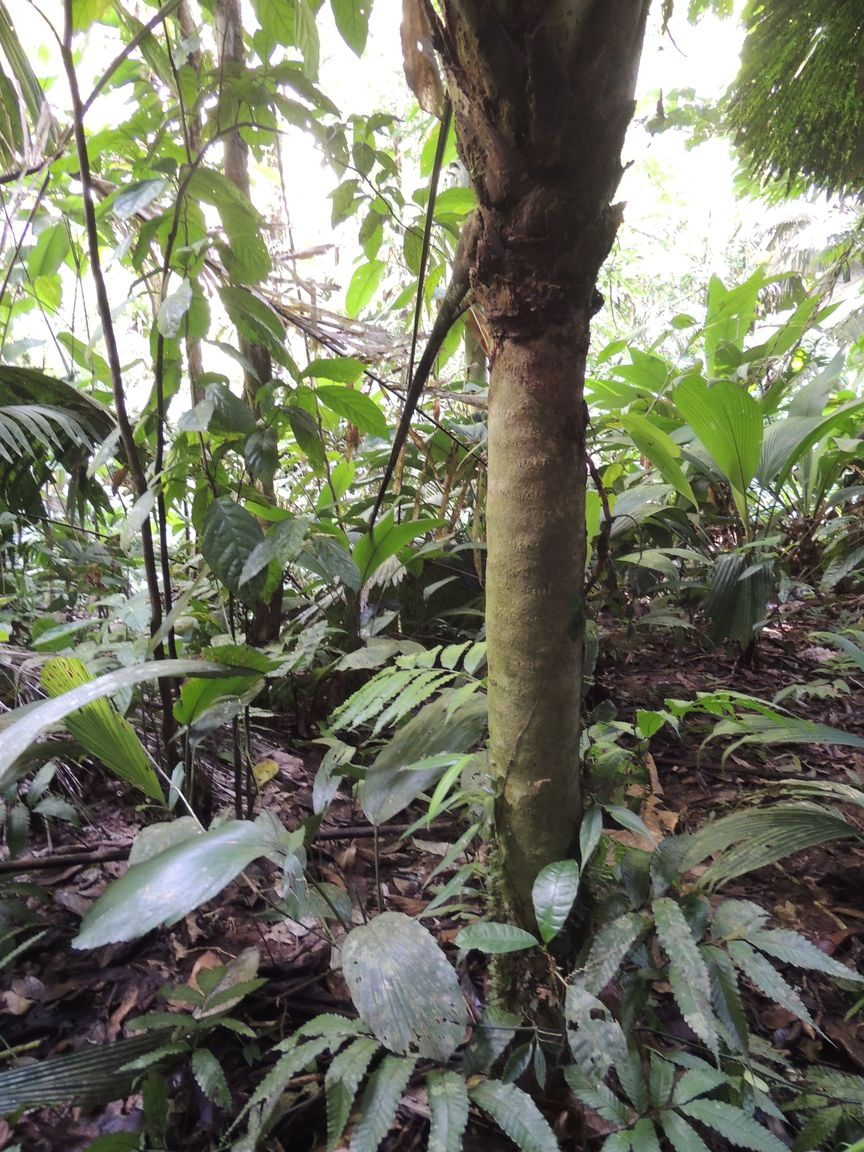
Tallo de Sabinaria magnifica.

### Morfología externa del tallo
En el tallo de una planta se pueden distinguir las siguientes partes: cuello, eje primario, nudos, entrenudos, yemas y hojas.
- El cuello: es la parte del tallo que continúa desde la raíz principal.
- El eje primario. es el cilindro central del tallo, el cual sirve de soporte para la planta.
- Los nudos: son protuberancias de donde salen las ramas o las hojas, Los nudos están constituidos por células que se dividen activamente permitiendo el crecimiento de las denominadas yemas.
- Los entrenudos:  son los espacios comprendidos entre dos nudos
- Las yemas:  son formaciones ovoides constituidas por tejido de crecimiento, de las que se originan hojas y flores.

### Estructura interna del tallo
Si se observa al microscopio el corte transversal de un tallo joven, se pueden apreciar las siguientes partes: la epidermis, la corteza y el anillo vascular.
- El anillo vascular se encuentra incrustado en la corteza formado por fibras conductoras que constituyen los haces vasculares.
- Los haces vasculares tienen forma de cuña, y en ellos se encuentra el floema hacia el exterior y el xilema hacia el interior. Entre ambas estructuras se encuentra el cámbium, que es un tejido de crecimiento secundario o engrosamiento y está constituido por solo una capa de células.
- La epidermis es una capa externa del tallo. Está recubierta, a su vez, por una cutícula o capa incolora e impermeable al agua y a los gases.
- La corteza: se encuentra inmediatamente después de la epidermis. Las células de la corteza poseen clorofila.

## La hoja
La hoja es un órgano de nutrición especializado que cumple en las plantas funciones muy importantes, como la respiración, la fotosíntesis y la transpiración.

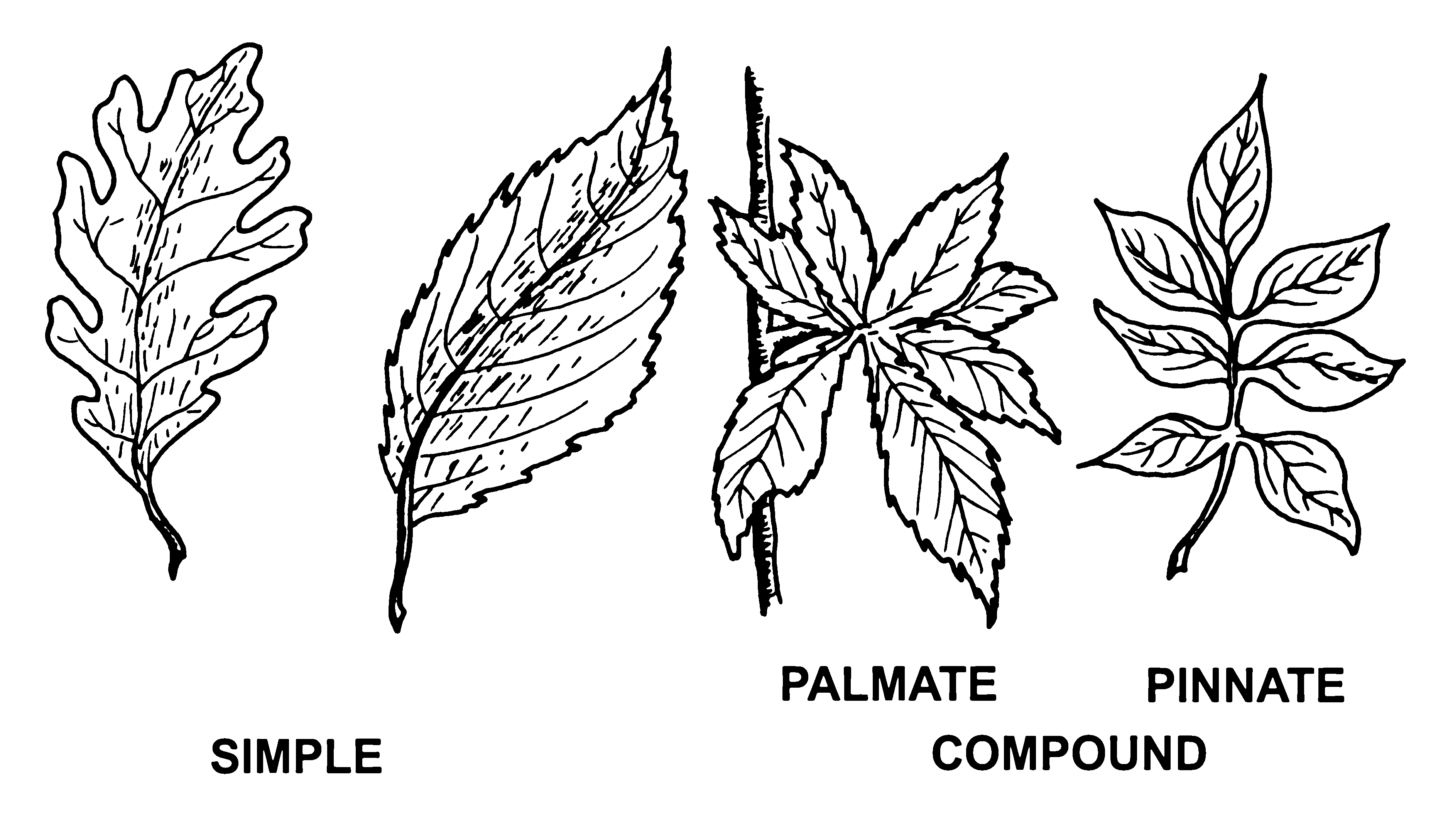
Diferentes clases de hojas.

Las plantas monocotiledóneas y las dicotiledóneas se distinguen principalmente por sus hojas. Las monocotiledóneas tienen, en general, hojas simples con venas paralelas, mientras que en las dicotiledóneas las venas son ramificadas.
Las hojas se originan de una sucesión de excrecencias laterales llamada primordios foliares, a partir del meristemo apical al extremo del tallo. En cada excrescencia hay división celular, crecimiento y diferenciación, hasta que dentro de la yema aparece una hoja pequeña.

### Morfología externa de la hoja
La hoja de una planta dicotiledónea típica presenta un tallo, un pecíolo, que se fija sobre el tallo de la planta, y una lámina o limbo ancho, que puede ser único o puede estar compuesto de una o varias partes. Algunas especies carecen de limbo. Dentro del limbo, los haces vasculares se ramifican repetidamente para formar las venas.

### Estructura interna de la hoja
Al observar una hoja al microscopio, se pueden distinguir varios tipos de células.
- Las células externas forman una epidermis incolora de protección, que cubre ambas caras de la hoja y secreta una cutícula cerosa. Las células epidérmicas tienen como función proteger las células subyacentes y disminuir la pérdida de agua. Sobre toda la superficie epidérmica se encuentran pequeños poros llamados estomas, cada uno rodeado por dos células de protección. Estas células pueden transformar el tamaño de la abertura del poro a fin de regular la salida de agua y el intercambio de gases.
- Los estomas, en general, se abren en presencia de luz y se cierran en la oscuridad. La abertura y el cierre son regulados por cambios de la presión de turgencia en el interior de las células de protección.

El espacio entre las capa superior e inferior de la epidermis de la hoja está lleno de células de pared delgada, llamadas de mesófilo con abundante cloroplasto. La capa de mesofilo cerca de la epidermis superior está conformada por células cilíndricas llamadas células en empalizada, pues están muy próximas unas de otras. El resto de las células del mesofilo están menos apretadas, dejando entre ellas grandes espacios que forman un mesofilo esponjoso. La fotosíntesis tiene dos fases iluminosa y oscura.

### Funciones de la hoja
La estructura externa e interna de la hoja le permiten realizar tres funciones: respiración, fotosíntesis y transpiración.
- La respiración es el intercambio de los gases O2 (oxígeno) y CO2 (dióxido de carbono), que se realiza en la hoja, a través de las estomas.
- La fotosíntesis es el proceso en donde el intercambio gaseoso que se realiza es de CO2 por O2, para formar compuestos orgánicos.
- La transpiración es la pérdida de agua de la planta en forma de vapor, a través del ostíolo de las estomas. La transpiración ocurre en todas las partes expuestas de la planta, pero es mayor en las hojas, que están normalmente más expuestas al aire. El calor del Sol evapora el agua de la superficie de las células del mesófilo y el vapor de agua que resulta escapa por Los estomas, salvo que la atmósfera esté saturada de vapor.

La transpiración facilita las funciones del vegetal al desplazar hacia arriba el agua por el tallo y concentrar en las hojas las soluciones diluidas de minerales absorbidos por las raíces. Estas soluciones son necesarias para la síntesis de nuevos constituyentes celulares y para enfriar las hojas, de manera similar a la evaporación del sudor en los animales.

## Movimiento del agua en las plantas

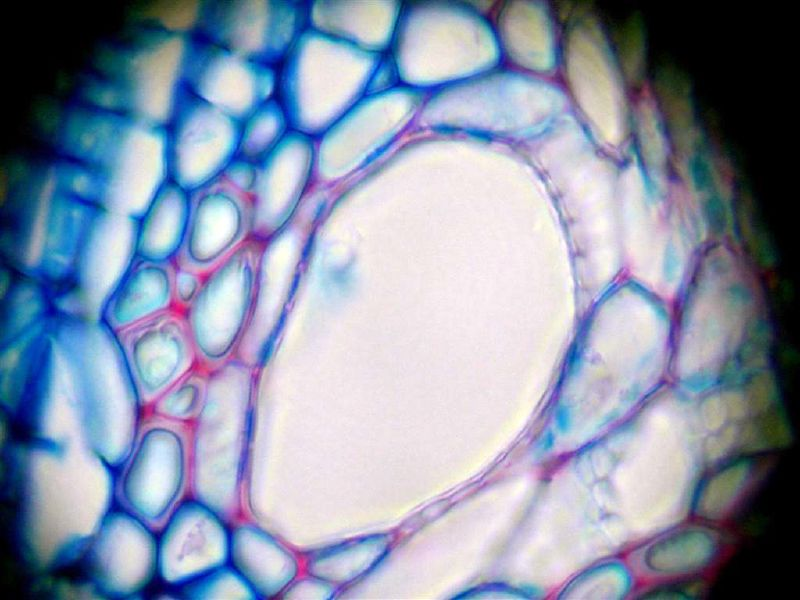
Elemento traqueal (xilema) de Cucurbita maxima.

El agua y las sales absorbidas por las raíces suben al tallo principalmente por las traqueidas y vasos del xilema; los azúcares y otros materiales orgánicos son transportados principalmente en los tubos cribosos del floema.
Esto se demuestra con un experimento, que consiste en hacer un corte en el tallo, penetrando hasta el floema y el cámbium, pero sin llegar al xilema. En este caso se observa que las hojas permanecen en buen estado por largo tiempo. En cambio, si se corta el xilema y se deja el floema intacto, las hojas se marchitan y mueren rápidamente, lo que demuestra que el agua llega a las hojas principalmente por el xilema.
La raíz tiene como función la absorción y el transporte de agua y sales minerales. En experimentos realizados con plantas de tomate bien regadas, se procedió a cortar el tallo, y el trozo que quedó se unió herméticamente a un tubo de vidrio. Se observó que el agua se elevaba por el tubo hasta un metro o más, lo que permitió demostrar que en la raíz actúan fuerzas que originan una presión positiva en la unión de la raíz y el tallo. Esta presión se llama presión radicular. La savia en las raíces es hipertónica al agua del suelo circundante; esto puede explicar, al menos en parte, la generación de la presión radicular.

Diagrama de xilema y floema en un tallo.
1. Xilema.
2. Floema.
3. Cambium.
4. Médula.
5. Las células compañeras.

Otra fuerza que podría elevar el agua en un tallo sería una tracción desde arriba, en vez de un empuje desde abajo.
Esta tracción puede demostrarse uniendo herméticamente una rama cortada a un tubo de vidrio lleno de agua, y colocando el otro extremo del tubo un recipiente con agua. Adicionalmente, puede introducirse en el tubo una pequeña burbuja de aire, para medir la velocidad del movimiento del agua por la velocidad con que se mueve la burbuja de aire.
La columna de agua de los vasos del xilema, sometidos a tensión desde arriba, se extiende ligeramente. Ello se debe a que las moléculas de agua están unidas por enlaces de hidrógeno, lo cual les proporciona una fuerte tendencia a unirse, y a que, en el vaso del xilema, la delgada columna de agua posee una tensión elevada.
La transpiración es el principal proceso de tracción de la parte superior de la columna. La tendencia de las moléculas de agua a unirse transmite esta fuerza por toda la longitud del tallo y las raíces y eleva toda la columna de savia.
Los primeros en considerar las propiedades cohesivas de las moléculas de agua como uno de los mecanismos que intervienen en el ascenso del agua por el xilema fueron los investigadores Dixon-Joly. Ellos predijeron que una columna de agua tendría una gran fuerza de tensión. La teoría de Dixon-Joly se llama Teoría de la transpiración-tensión-cohesión.

## El transporte de agua y nutrientes y su relación con el ambiente
El transporte de agua y nutrientes está relacionado con diversos factores ambientales, como la composición del suelo, la pluviosidad, la luz, el calor solar y el aire.
Dependiendo del tipo de suelo (arenoso, humífero, arcilloso, calcáreo, limoso...), cuando llueve ocurre un proceso de lixiviación o arrastre de material del horizonte A al horizonte B, y el agua disuelve las moléculas de los compuestos químicos del suelo. El agua así enriquecida constituye el agua capilar que rodea a los pelos absorbentes de las raíces de las plantas. Por ósmosis, los pelos absorbentes toman el agua con las sales minerales disueltas (medio hipotónico), gracias a la luz solar, al CO2 atmosférico y a la clorofila, la savia bruta o no elaborada se transforma en savia elaborada, la cual es transportada por los tubos cribosos (floema) a todas las partes de la planta, para ser almacenada y así formar frutos, raíces y Miento